# Ressort regulador

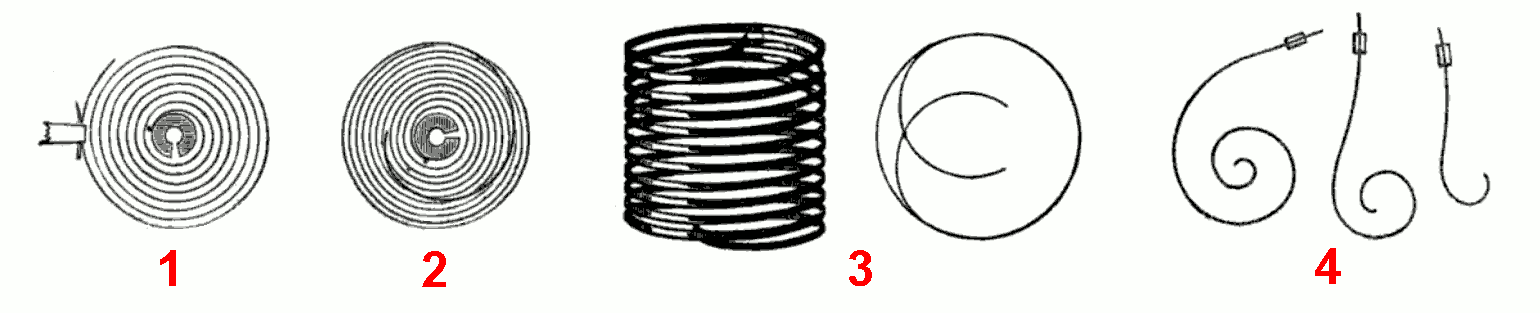
Tipus de ressorts reguladors: (1) espiral plana, (2) espiral Breguet, (3) hèlix de cronòmetre, mostrant els seus extrems corbats, (4) ressort regulador primitiu.

Un ressort regulador, o ressort de cabell, és una part utilitzada en la fabricació de dispositius mecànics per mesurar el temps. és un ressort de torsió prim amb forma d'espiral o helicoïdal que s'utilitza en rellotges mecànics, cronòmetres marins, i altres dispositius per mesurar el temps controlant la freqüència d'oscil·lació del volant regulador.
El ressort regulador, adossat al volant regulador, permet controlar la velocitat de gir de les rodes que formen el rellotge, i consegüentment la velocitat de moviment de les manetes. Una palanca reguladora situada sobre el ressort regulador és utilitzada per ajustar la velocitat de gir del volant de manera que el rellotge mesuri el pas del temps en forma precisa. (En alguns dissenys s'utilitzen cargols d'ajust en lloc de palanca).

## Descripció
El ressort regulador va ser inventat cap al 1657 i el mateix va permetre augmentar la precisió dels dispositius de mesurament de temps portàtils, transformant als primitius rellotges de butxaca de novetats cares a dispositius útils. Les millores realitzades des de la seva invenció han permès que els rellotges siguin més precisos en reduir l'efecte de la temperatura, i també l'efecte de la força impulsora, força que en el cas del ressort impulsor principal disminueix en anar-se desenrotllant el ressort.
El ressort regulador és una part integral del volant regulador, i permet invertir la direcció de gir del volant regulador de manera que oscil·li en sentits alternats. Junts el ressort regulador i el volant regulador formen un oscil·lador harmònic, el període de ressonància del qual és afectat molt poc per canvis en les forces que actuen sobre ells, aquest fet és una característica molt bona en un dispositiu que mesura el temps.